# Manuel Llempén Coronel
Manuel Felipe Llempén Coronel (Chongoyape, 6 de julio de 1950) es un ingeniero químico y político peruano. Fue Gobernador Regional de La Libertad desde 2019-2022.

## Biografía
Nació en Chongoyape, provincia de Chiclayo, Perú, el 6 de julio de 1950, hijo de Salvador Llempén Saldaña y Livia Coronel Gonzales. Cursó sus estudios primarios y secundarios en su localidad natal. Entre 1969 y 1974 realizó estudios de Ingeniería Química en la Universidad Nacional de Trujillo y, entre 1987 y 1988 cursó la maestría en administración de empresas.
Fue presidente ejecutivo de la Corporación Salud Universal S.A.C entre el 2016-2018. Como funcionario público ocupó el cargo de Presidente del Consejo Consultivo Chavimochic entre el 2015-2018 y en el Gobierno Regional de La Libertad fue gerente regional entre el 2015-2016 durante la gestión de César Acuña y Luis Valdez Farías como presidentes regionales. Como político ocupó el cargo de Responsable Político Región La Libertad del Partido Político Alianza Para El Progreso en el 2018. En el 2018 fue elegido gobernador de la región de La Libertad.
Su primera participación política fue en las elecciones municipales de 1986 en las que fue candidato a alcalde del distrito de Paramonga sin éxito. Luego, siempre por Alianza para el Progreso, tentó la presidencia regional de La Libertad en las elecciones regionales del 2002, del 2010 y del 2018 siendo elegido sólo en esta última con el 32.746 % de los votos. Asimismo, tentó sin éxito la alcaldía de la Municipalidad Provincial de Trujillo por Alianza para el Progreso en las elecciones municipales del 2014 y el cargo de congresista por La Libertad en las elecciones generales del 2011 sin obtener la representación.

## Distinciones
- Orden del Gran Mariscal Ramón Castilla[9]